# Charles James McDonald

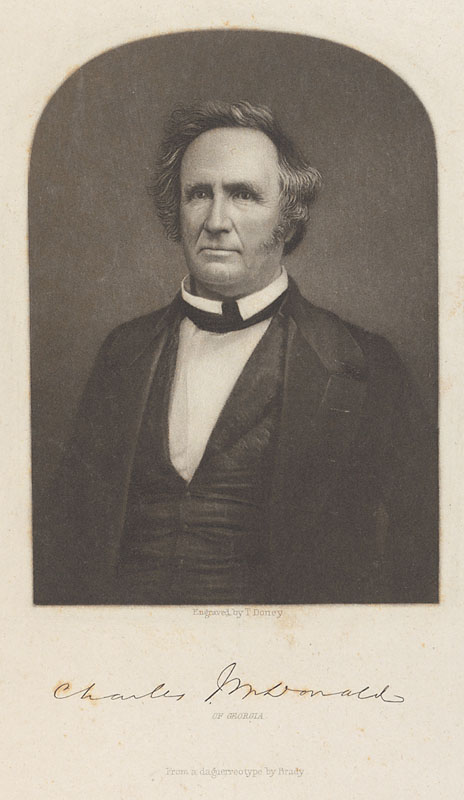
Charles McDonald

Charles James McDonald  (* 9. Juli 1793 in Charleston, South Carolina; † 16. Dezember 1860 in Marietta, Georgia) war ein US-amerikanischer Politiker und von 1839 bis 1843 Gouverneur von Georgia.

## Frühe Jahre
Der in Charleston geborene Charles McDonald stammte aus einer aus Schottland eingewanderten Familie. Als er noch im Kindesalter war, zogen seine Eltern mit ihm in das Hancock County in Georgia. Nach den üblichen Grundschulen studierte der junge Charles Jura am South Carolina College. Nach seiner Zulassung zum Rechtsanwalt eröffnete er eine florierende Anwaltspraxis. Das ermöglichte ihm den Erwerb einer eigenen Plantage im Bibb County.

## Politischer Aufstieg
Im Jahr 1822 trat er als Staatsanwalt im Henry County in den öffentlichen Dienst. Schon drei Jahre später wurde er im selben Bezirk Richter. Dieses Amt gab er 1830 wieder auf. Der nun in Macon lebende McDonald erweiterte in den folgenden Jahren seine Geschäftsbasis. Neben seiner Kanzlei und der Plantage beteiligte er sich auch am Eisenbahngeschäft und an Landspekulationen. In jener Zeit war er auch für ein Jahr Abgeordneter im Repräsentantenhaus von Georgia. Zwei weitere Jahre verbrachte er im Staatssenat. Darüber hinaus war er in der Miliz als Brigadegeneral aktiv. Nachdem er sowohl reich als auch bekannt geworden war, beschloss er sich 1839 um das Amt des Gouverneurs von Georgia zu bewerben. Als Kandidat der Demokratischen Partei schaffte er einen knappen Wahlsieg gegen seinen Herausforderer Charles Dougherty von der Whig Party. Sein Vorsprung betrug weniger als 2000 Stimmen.

## Gouverneur von Georgia
McDonalds Amtszeit dauerte bis 1843. Dazwischen lag 1841 eine erfolgreiche Wiederwahl. Zum Zeitpunkt seines Amtsantritts litt Georgia noch immer an den Folgen der Wirtschaftskrise von 1837. Der Preis für Baumwolle, eines der Haupterzeugnisse des Landes, war stark gefallen und der Handel kam fast zum Erliegen. Die Staatsverschuldung war mit einer Million Dollar erdrückend und die öffentlichen Kassen waren leer. Ziel des neuen Gouverneurs war es, diese Verhältnisse schnellstens zu verbessern. Dabei stieß er aber auf den Widerstand des Parlaments, das von der Oppositionspartei, den Whigs, beherrscht wurde. Trotzdem gelang es ihm, in den vier Jahren seiner beiden Legislaturperioden wenigstens das Vertrauen der Öffentlichkeit in die Regierung und deren Finanzpolitik wiederherzustellen.

## Lebensabend und Tod
Nach dem Ausscheiden aus dem Amt widmete sich McDonald wieder seinen privaten Geschäftsinteressen. Er errichtete im heutigen Douglas County eine Baumwollspinnerei mit einer angeschlossenen Wohnanlage, die bis zu 60 Arbeiter beschäftigte. Die Fabrik mitsamt Wohnsiedlung wurde 1864 auf Befehl von General Sherman niedergebrannt, aber die Ruinen sind bis heute eine bekannte Touristenattraktion im Sweetwater Creek State Park. Anfang der 1850er Jahre war McDonald ein Verfechter der Rechte der Einzelstaaten gegenüber der Bundesregierung in Washington. Den Kompromiss von 1850 lehnte er ab. Er befürwortete die Sezession einzelner Bundesstaaten von der Union. Dieses Thema war 1851 Diskussionsgegenstand auf einem außerordentlichen Konvent, der allerdings sowohl dem Kompromiss von 1850 zustimmte als auch die Abspaltung Georgias von der Union verwarf. Ein Versuch McDonalds 1851, noch einmal zum Gouverneur gewählt zu werden, scheiterte. Daraufhin zog er sich aus der Politik zurück. Von 1855 bis 1859 war er Richter am Supreme Court of Georgia. Er verkaufte seine alte Plantage und erwarb eine größere im Cobb County. Zum Zeitpunkt seines Todes hatte er 53 Sklaven und ein Vermögen von $ 127,800. Damit war er ein klassischer Vertreter der Südstaatenaristokratie vor dem Bürgerkrieg. Er starb im Dezember 1860, kurz vor Ausbruch des amerikanischen Bürgerkriegs.
McDonald war seit 1825 mit Anne Franklin verheiratet. Das Paar hatte drei Töchter und zwei Söhne. Nach dem Tod seiner Frau im Jahr 1835 heiratete er vier Jahre später Elizabeth Roane Ruffin.